# لوکاس تیل
لوکاس تیل (انگلیسی: Lucas Till؛ زاده ۱۰ اوت ۱۹۹۰) یک هنرپیشه اهل ایالات متحده آمریکا است.  تیل بیشتر برای بازی در مجموعه تلویزیونی مک‌گیور شناخته‌می‌شود. وی همچنین ایفاگر نقش هاوک در سری فیلم‌های مردان ایکس است.

## فیلم‌شناسی

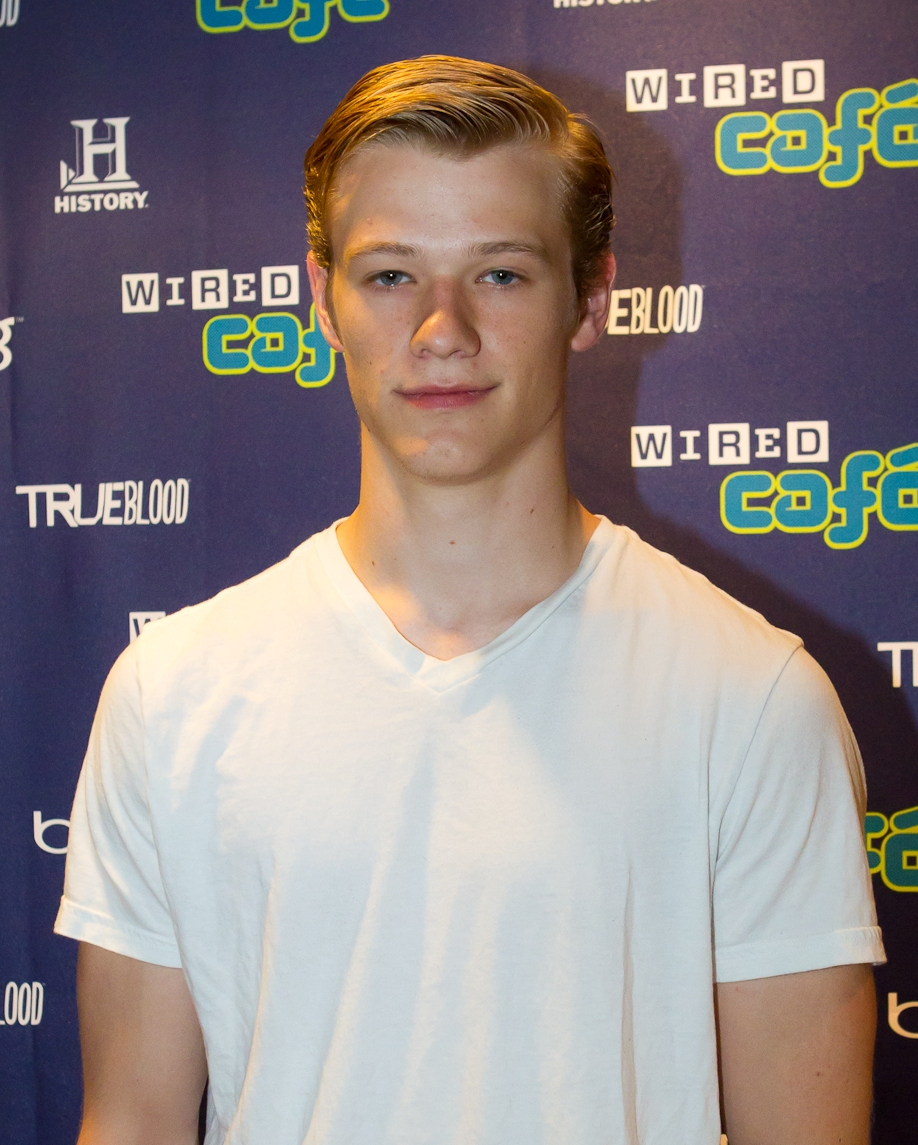
تیل در کامیک-کان بین المللی سن دیگو، ۲۳ ژوئیه ۲۰۱۱

### سینما
- سربه‌راه باش (۲۰۰۵)
- هانا مونتانا: فیلم (۲۰۰۹)
- همسایه جاسوس (۲۰۱۰)
- نبرد در لس‌آنجلس (۲۰۱۱)
- مردان ایکس: کلاس اول (۲۰۱۱)
- استوکر (۲۰۱۳)
- توهم (۲۰۱۳)
- گرگ‌ها (۲۰۱۴)
- مردان ایکس: روزهای گذشته آینده (۲۰۱۴)
- نفرین داونرز گروو (۲۰۱۵)
- بریوتاون (۲۰۱۵)
- مردان ایکس: آخرالزمان (۲۰۱۶)
- اتاق ناامیدی‌ها (۲۰۱۶)
- ماشین‌های هیولا (۲۰۱۷)
- پسر جنوب (۲۰۲۰)
- دسته جمعی (۲۰۲۳)

### تلویزیون
- هاوس (۲۰۰۸)
- متوسط (۲۰۰۹)
- ایالت کوهستان آبی (۲۰۱۰)
- کمدی بنگ! بنگ! (۲۰۱۴)
- مک‌گیور (۲۰۲۱–۲۰۱۶)

### موزیک ویدئو
- تو مال منی (تیلور سوئیفت، ۲۰۰۹)